# Amused to Death
Amused to Death es el tercer álbum solista del bajista y compositor de Pink Floyd, Roger Waters. El disco fue editado en 1992 y no fue seguido de una gira, por lo que las primeras representaciones en vivo de estas canciones fueron en la gira In the Flesh (1999-2002). El disco fue un éxito en su crítica y es considerado por muchos como el mejor disco de Roger Waters como solista. El disco trata temas que son naturales en Waters, como las críticas a la guerra y a la sociedad consumista. La inspiración del disco se deriva de la obra del crítico y académico estadounidense Neil Postman y de su libro: Amusing Ourselves to Death: Public Discourse in the Age of Show Business, publicado en 1985.
Éste explota la idea de un mono contemplando un aparato de televisión y sacando conclusiones a partir de ello, mostrando así la estupidez humana desde un punto de vista irónico. El álbum tiene un sonido claro y letras muy elaboradas, acompañadas por la guitarra de Jeff Beck, que se destaca en "The Ballad of Bill Hubbard", "What God Wants", "The Bravery of Being out of Range" y "Three Wishes". Se destaca en el disco "Amused to Death", "It´s a Miracle" y sobre todo la ópera prima del disco "Perfect Sense". Las ventas no lo acompañaron del todo y el hecho de que no fuese acompañado de una gira se puede explicar por la decepción de las giras anteriores, ya que Waters no era muy conocido fuera de Pink Floyd. Waters tiene un cariño especial por este disco, al que considera al mismo nivel que "The Wall" o "The Dark Side of the Moon" según su comentario emitido en una entrevista concedida a la BBC en el programa HARDTalk del 19/09/2013.
En 2015, el álbum fue remaste-rizado, incluyendo otra portada (esta vez, de un niño viendo una televisión con el ojo de Roger Waters en la pantalla), hubo un pequeño cambio en "Perfect Sense Part I" (poniendo normal unas frases de la película 2001: A Space Odyssey, ya que en el disco original, esta estaba al revés) y el álbum incluyó un Disco Blu-ray con el disco, pero con un mejor sonido que el CD.
En los Premios Grammy del 2016, el álbum recibió el premio Grammy al mejor álbum de sonido envolvente, y al día de hoy, este álbum ha sido el único de la carrera en solitario de Roger Waters en ganar un premio Grammy.

## Lista de canciones
- Todas las canciones compuestas por Roger Waters

1. "The Ballad of Bill Hubbard" – 4:19
2. "What God Wants, Part I" – 6:00
3. "Perfect Sense Part I" – 4:16
4. "Perfect Sense, Part II" – 2:50
5. "The Bravery of Being Out of Range" – 4:43
6. "Late Home Tonight, Part I" – 4:00
7. "Late Home Tonight, Part II" – 2:13
8. "Too Much Rope" – 5:47
9. "What God Wants, Part II" – 3:41
10. "What God Wants, Part III" – 4:08
11. "Watching TV" – 6:07
12. "Three Wishes" – 6:50
13. "It's a Miracle" – 8:30
14. "Amused to Death" – 9:06

## Personal
- Roger Waters — voces (todas excepto pista 1), bajo (pistas 2 y 13), sintetizadores (pistas 2 y 4), guitarra (pistas 5, 11 y 14)
- Patrick Leonard — teclado (todas excepto 6 y 7), programación de percusión (pista 1), arreglos corales (pistas 2, 9, 10, 11 y 13), voz (pista 4), piano acústico (pistas 11 y 13), órgano Hammond (pista 5), sintetizadores (pistas 5 y 13)
- Michael Kamen — Director y arreglos orquestales (pistas 6, 7, 8 y 10)
- Jeff Beck — guitarra (pistas 1, 2, 10, 11, 12, 13 y 14)
- Randy Jackson — bajo (pistas 2 y 9)
- Graham Broad — batería (todas excepto 1, 5, 11 y 13), percusión (pistas 6 y 7)
- Luis Conte — percusión (todas excepto 2, 5, 9, 11, 13 y 14)
- Geoff Whitehorn — guitarra (pistas 2, 8, 10 y 14)
- Andy Fairweather Low — guitarra (pistas 2, 6, 7, 8, 9, 11 y 12), voz (pistas 6 y 7)
- Tim Pierce — guitarra (pistas 2, 5, 9 y 12)
- B.J. Cole — guitarra (pistas 3 y 4)
- Steve Lukather — guitarra (pistas 3, 4 y 8)
- Rick DiFonso — guitarra (pistas 3 y 4)
- Bruce Gaitsch — guitarra (pistas 3 y 4)
- Jimmy Johnson — bajo (todas las pistas excepto 1, 2, 5, 9 y 11)
- Brian Macleod — Caja (pistas 3 y 4), hi-hat (pistas 3 y 4)
- John Pierce — bajo (pista 5)
- Denny Fongheiser — batería (pista 5)
- Steve Sidwell — corneta (pistas 6 y 7)
- John Patitucci — bajo (pista 11)
- Guo Yi & the Peking Brothers — dulcimer, laúd, zhen, oboe, bajo (pista 11)
- John "Rabbit" Bundrick — Órgano Hammond (pista 12)
- Jeff Porcaro — batería (pista 13)
- Marv Albert — voces (pista 4)
- Katie Kissoon — voces (pistas 2, 8, 9, 12 y 14)
- Doreen Chanter — voces (pistas 2, 8, 9, 12 y 14)
- N'Dea Davenport — voces (pista 2)
- Natalie Jackson — voces (pistas 2 y 5)
- P.P. Arnold — voces (pistas 3 y 4)
- Lynn Fiddmont-Linsey — voces (pista 5)
- Jessica Leonard — voces (pista 8)
- Jordan Leonard — voces (pista 8)
- Don Henley — voces (pista 11)
- Jon Joyce — voces (pista 13)
- Stan Farber — voces (pista 13; acreditado como Stan Laurel)
- Jim Haas — voces (pista 13)
- Rita Coolidge — voces (pista 14)
- Alf Razzell — voces (pistas 1 y 14)
- National Philharmonic Orchestra Limited — Orquesta (pistas 6, 7, 8 y 10)